# Animal Crossing: New Leaf

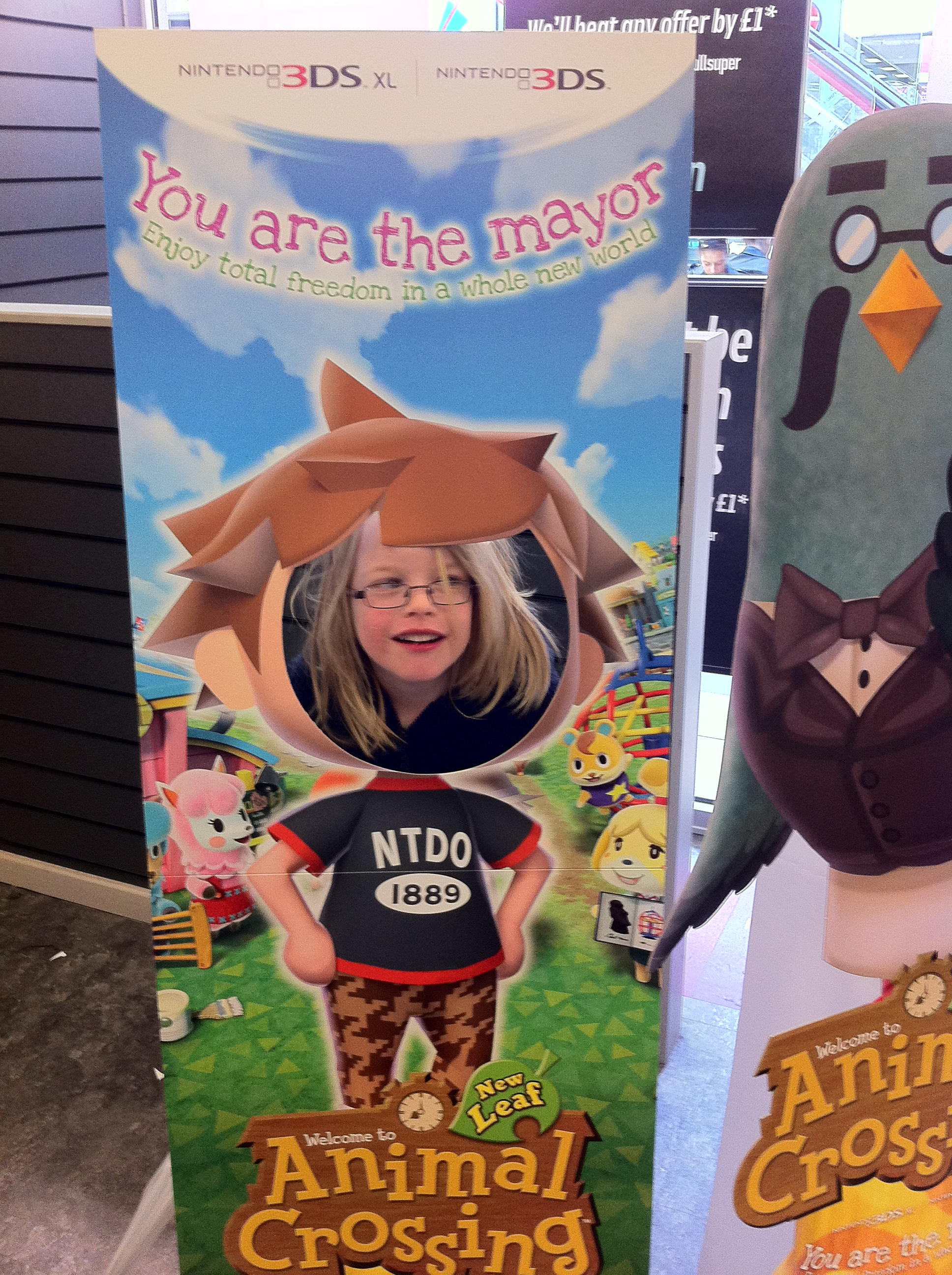
Publicidad del videojuego

Animal Crossing: New Leaf es un videojuego de simulación social desarrollado y publicado por Nintendo para la consola Nintendo 3DS. Es el cuarto título de la franquicia del mismo nombre. Fue lanzado en Japón en noviembre de 2012 y llegó a los mercados internacionales a lo largo de 2013.
El jugador controla a un humano que toma el rol de alcalde en un pueblo habitado por animales antropomórficos. Además, puede realizar actividades como capturar bichos, pescar y hacer amistades con los vecinos. Aunque mantiene la jugabilidad de los juegos anteriores, Animal Crossing: New Leaf marca un profundo cambio en la serie, ya que al convertirse el jugador en alcalde, éste obtiene funcionalidades extra como gestionar ordenanzas y comenzar proyectos de obras públicas. El objetivo del jugador es hacer del pueblo un mejor lugar para vivir, con la ayuda de su secretaria Canela.
El juego cosechó gran éxito en la crítica, donde se aclamaron las numerosas mejoras respecto a entregas anteriores. Este éxito también se tradujo a nivel comercial, ya que se trata del sexto título más exitoso de Nintendo 3DS, con 13.02 millones de copias distribuidas a nivel global a fecha de septiembre de 2022. El juego recibió una expansión gratuita denominada Animal Crossing: New Leaf - Welcome Amiibo con soporte para Amiibo y nuevas mejoras mediante una actualización en Nintendo eShop a finales de 2016. Dicha versión también fue comercializada posteriormente en formato físico.
Animal Crossing: New Leaf fue precedido por Animal Crossing:City Folk/Let's Go To The City, lanzado para Wii en 2008 y fue sucedido por Animal Crossing: New Horizons, lanzado para Nintendo Switch en 2020. Un título spin-off basado en el motor de New Leaf, llamado Animal Crossing: Happy Home Designer, fue lanzado en 2015 para Nintendo 3DS.

## Desarrollo
Animal Crossing: New Leaf fue anunciado en el E3 2010 como el primer título de la franquicia para Nintendo 3DS. Reapareció posteriormente en la expo de Nintendo World de 2011, así como en el E3 2011 durante una breve presentación donde se anunció que la fecha de lanzamiento sería ese mismo año en Japón. Posteriormente, Nintendo retrasó el lanzamiento a noviembre de 2012. Su título en occidente fue desvelado en octubre de 2012, y la fecha final de salida fue confirmada en febrero de 2013, con miras a un lanzamiento en junio del mismo año.
Para hacer de New Leaf una experiencia más personal alrededor del mundo, el equipo de desarrollo se informó sobre las costumbres y fiestas de varios países, colaborando con los equipos de Nintendo de todo el planeta. Algunas de estas variaciones se refieren a eventos como el de Año nuevo, donde en la versión japonesa se celebra comiendo noodles, en la versión inglesa norteamericana se toma sidra espumosa y en las versiones en español se toma un plato con doce uvas.
La localización de New Leaf comenzó en marzo de 2012. Las versiones norteamericana y europea contienen una función extra no disponible en la versión japonesa: la capacidad de descargar casas de ejemplo mediante la función SpotPass. Dicho añadido se debió a la dificultad de encontrar interacciones en StreetPass en occidente, algo que no era tan problemático en Japón debido a la cultura del transporte público y la alta densidad de población.

## Jugabilidad
Al igual que en anteriores entregas de Animal Crossing, el jugador toma el control de un humano que se muda a un pueblo habitado por animales antropomórficos. A su llegada, el primer jugador es confundido con el nuevo alcalde del pueblo y se le entrega dicho cargo en lugar del de residente común. Similar a los juegos anteriores, los jugadores pueden explorar el pueblo, hablar con otros residentes y participar en varias actividades como pesca y caza de bichos. Hacer dichas actividades otorgarán al jugador Bayas, la moneda del juego, que pueden ser utilizadas para comprar objetos tales como muebles o ropa, o pagar las deudas para renovar su casa. El juego se juega en tiempo real usando el reloj de la consola Nintendo 3DS. Este reloj regula el horario de apertura de las tiendas, las especies que aparecen y los eventos sociales en función de la fecha y hora.
Animal Crossing: New Leaf introduce muchas características nuevas a la franquicia. Los jugadores comienzan en una tienda de campaña antes de que se les construya una casa. La personalización, elemento clave en la franquicia, ha sido extendida permitiendo al jugador hacer más cosas tales como modificar los pantalones o colgar muebles en la pared. Algunas características previamente exclusivas del videojuego japonés Doubutsu no Mori e+, tales como bancos y farolas, vuelven en esta entrega. Otra novedad es la capacidad de nadar en el mar del pueblo usando un traje de baño.
Los jugadores podían visitar otros pueblos vía local o mediante Nintendo Network (hasta su cierre en 2024) y podían ser añadidos a una lista de amigos que les permitía intercambiar mensajes, incluso sin estar en el pueblo de dicho jugador. Hasta cuatro jugadores pueden visitar la tropical Isla Tórtimer para participar en varios videojuegos que otorgan medallas para obtener objetos especiales. Los jugadores pueden tomar capturas de pantalla en cualquier momento, que se guardan en la aplicación de Cámara Nintendo 3DS y pueden ser compartidas en línea. Además, el juego es compatible con la función de StreetPass para compartir sus casas en la Exposición de la Academia de Artes Decorativas. Por otro lado, pueden utilizarse códigos QR para obtener diseños que utilizar en ropa, banderas, paredes o suelos. Las monedas de juego de Nintendo 3DS también son compatibles con el juego, pudiendo utilizarse para comprar galletas de la fortuna.

## Recepción
| Publicación | Puntuación |
| ----------- | ---------- |
| Famitsu     | 39/40      |

Las imágenes mostradas del juego han tenido una respuesta muy positiva. El ex-guionista del canal G4TV Patrick Klepek piensa que el efecto 3D estereoscópico que utiliza el juego da al mundo del juego "profundidad real y tangible", mientras que el editor de IGN Craig Harris lo describió como "sutil, pero muy útil." Tanto Harris como el editor de GameSpot Tom McShea elogiaron el nivel de detalle en el entorno del juego y en los objetos, indicando que supera a su predecesor, Animal Crossing: Let's Go to the City para Wii.
La revista japonesa Famitsu ha dado una puntuación al juego de 39/40.